# Nati nel 1982/Marzo
| Questa pagina contiene informazioni ricavate automaticamente dalle voci biografiche con l'ausilio del template Bio e di un bot. L'aggiornamento è periodico e automatico e ricostruisce completamente la pagina. Se manca una persona in questa lista, sei pregato di non aggiungerla, ma accertati piuttosto che la sua voce biografica contenga il template Bio e che i dati anagrafici siano correttamente compilati. Se il template Bio manca, inseriscilo tu stesso o, in alternativa, metti l'avviso {{tmp\|Bio}} che ne segnala la mancanza. Se i dati riportati sono sbagliati, correggi direttamente la voce biografica; le modifiche saranno visibili in questa lista entro pochi giorni. Per chiarimenti vedi il progetto biografie. La lista contiene solo le 444 persone che sono citate nell'enciclopedia e per le quali è stato implementato correttamente il template Bio. Pagina aggiornata al 10 ago 2025. |

- 1º marzo - Pilou Asbæk, attore danese
- 1º marzo - Roberto Battión, ex calciatore argentino
- 1º marzo - Enrique Corrales, ex calciatore spagnolo
- 1º marzo - Travis Diener, ex cestista statunitense
- 1º marzo - Danuta Dmowska, ex schermitrice polacca
- 1º marzo - Leryn Franco, giavellottista e modella paraguaiana
- 1º marzo - Kim Min-hee, attrice e modella sudcoreana
- 1º marzo - Kathleen Olsovsky, ex pallavolista e dirigente sportiva statunitense
- 1º marzo - Juanma Ortiz, ex calciatore spagnolo
- 1º marzo - Aleksandr Sokolov, ex pallavolista russo
- 1º marzo - Manuela Spartà, attrice italiana
- 1º marzo - Wojciech Szymanek, ex calciatore polacco
- 2 marzo - Alessandro Nunes Nascimento, ex calciatore brasiliano
- 2 marzo - Ian Araneta, ex calciatore filippino
- 2 marzo - Jillian Camarena-Williams, ex pesista statunitense
- 2 marzo - Iñaki Goitia, ex calciatore spagnolo
- 2 marzo - Brennan Heart, disc jockey olandese
- 2 marzo - Delonte Holland, ex cestista statunitense
- 2 marzo - Mark Kerr, allenatore di calcio e ex calciatore scozzese
- 2 marzo - Kevin Kurányi, ex calciatore tedesco
- 2 marzo - Henrik Lundqvist, ex hockeista su ghiaccio svedese
- 2 marzo - Joel Lundqvist, hockeista su ghiaccio svedese
- 2 marzo - Annabel Luxford, triatleta australiana
- 2 marzo - Kathy Radzuweit, ex pallavolista tedesca
- 2 marzo - Ismael Rescalvo, allenatore di calcio spagnolo
- 2 marzo - Ben Roethlisberger, ex giocatore di football americano statunitense
- 2 marzo - Andrés Rouga, ex calciatore venezuelano
- 2 marzo - Dante Stiggers, ex cestista statunitense
- 2 marzo - Daniel Wall, cestista polacco
- 2 marzo - Corey Webster, giocatore di football americano statunitense
- 3 marzo - Jessica Biel, attrice statunitense
- 3 marzo - Ismail Elfath, arbitro di calcio marocchino
- 3 marzo - Fernando Livramento, ex calciatore portoghese
- 3 marzo - Rafael Martínez, ex cestista spagnolo
- 3 marzo - Mercedes Mason, attrice svedese
- 3 marzo - Antti Munukka, arbitro di calcio finlandese
- 3 marzo - Stéphanie Pasterkamp, attrice francese
- 3 marzo - Giuseppe Provinzano, attore e regista italiano
- 3 marzo - Sabino Sansonna, ex hockeista su ghiaccio italiano
- 3 marzo - Jordan Stewart, ex calciatore inglese
- 3 marzo - Rafael de Andrade Bittencourt, ex calciatore brasiliano
- 3 marzo - Bihter Dinçel, attrice e scrittrice turca
- 3 marzo - Michał Łapaj, tastierista polacco
- 4 marzo - Juan Manuel Barrientos, ex calciatore argentino
- 4 marzo - Julio Chiarini, ex calciatore argentino
- 4 marzo - Bouna Coundoul, allenatore di calcio e ex calciatore senegalese
- 4 marzo - Landon Donovan, dirigente sportivo, allenatore di calcio e ex calciatore statunitense
- 4 marzo - Ljudmila Ežova, ex ginnasta russa
- 4 marzo - Peter Hollens, cantante statunitense
- 4 marzo - Tomáš Janotka, allenatore di calcio e ex calciatore ceco
- 4 marzo - K. Michelle, cantautrice e personaggio televisivo statunitense
- 4 marzo - Uma Blasini, modella portoricana
- 4 marzo - Elia Rigotto, ex ciclista su strada italiano
- 4 marzo - Andrėj Rybakoŭ, sollevatore bielorusso
- 4 marzo - Rodrigo de Souza Cardoso, ex calciatore brasiliano
- 4 marzo - Machinedrum, musicista statunitense
- 4 marzo - Jasar Takak, ex calciatore olandese
- 5 marzo - Patrizio Balleello, ex calciatore italiano
- 5 marzo - Dan Carter, ex rugbista a 15 neozelandese
- 5 marzo - Danilo Clementino, ex calciatore brasiliano
- 5 marzo - David Cowan, ex calciatore inglese
- 5 marzo - Awad Ragheb, ex calciatore giordano
- 5 marzo - Du Li, tiratrice a segno cinese
- 5 marzo - Ha Seok-jin, attore sudcoreano
- 5 marzo - Philipp Haastrup, ex calciatore tedesco
- 5 marzo - Nomi Kolodny, ex cestista brasiliana
- 5 marzo - Miloš Marić, ex calciatore serbo
- 5 marzo - Adriana Marmolejo, nuotatrice messicana
- 5 marzo - Shuhrat Mirxoldorshoyev, ex calciatore uzbeko
- 5 marzo - Giorgia Palmas, conduttrice televisiva, showgirl e attrice italiana
- 5 marzo - Amanda Shires, cantante statunitense
- 6 marzo - Inga Abitova, ex mezzofondista e maratoneta russa
- 6 marzo - Felicia Barton, cantautrice statunitense
- 6 marzo - Jimmy Cowan, rugbista a 15 neozelandese
- 6 marzo - Tyler Gillett, regista e scenografo statunitense
- 6 marzo - Baba Issaka, ex calciatore ghanese
- 6 marzo - Boubacar Jiddou, ex calciatore mauritano
- 6 marzo - Sahana Kumari, ex altista indiana
- 6 marzo - Daniele Parisi, attore italiano
- 6 marzo - Ari Santos, ex giocatore di calcio a 5 brasiliano
- 6 marzo - Sylvain Sudrie, triatleta francese
- 6 marzo - Pınar Çağlar Gençtürk, attrice turca
- 7 marzo - Giorgio Dante, pittore italiano
- 7 marzo - Francesco Del Grosso, regista e sceneggiatore italiano
- 7 marzo - Aarón Díaz, attore, cantante e modello messicano
- 7 marzo - Tomás Guzmán, ex calciatore paraguaiano
- 7 marzo - Leilton, ex calciatore brasiliano
- 7 marzo - David Oppenheim, giocatore di poker statunitense
- 7 marzo - Marc Planus, ex calciatore francese
- 7 marzo - Juan Silva, schermidore venezuelano
- 7 marzo - Kirill Troussov, violinista tedesco
- 8 marzo - Giulia Albini, pallavolista e fisioterapista italiana († 2012)
- 8 marzo - Stéphane Biakolo, ex calciatore camerunese
- 8 marzo - Endika Bordas, ex calciatore spagnolo
- 8 marzo - Roland Clara, ex fondista italiano
- 8 marzo - Koen Daerden, ex calciatore belga
- 8 marzo - Erik Ersberg, ex hockeista su ghiaccio svedese
- 8 marzo - Marjorie Estiano, attrice e cantante brasiliana
- 8 marzo - Brett Evans, ex calciatore sudafricano
- 8 marzo - Cheyne Fowler, ex calciatore sudafricano
- 8 marzo - Dylan Gandy, ex giocatore di football americano statunitense
- 8 marzo - David Lee, pallavolista statunitense
- 8 marzo - Thalia Munro, ex pallanuotista statunitense
- 8 marzo - Chananporn Rosjan, modella thailandese
- 8 marzo - Martin Schiller, allenatore di pallacanestro austriaco
- 8 marzo - Benjamin Steffen, schermidore svizzero
- 8 marzo - Tabea Steffen, schermitrice svizzera
- 8 marzo - Angelo Tchen, calciatore francese
- 8 marzo - Ville Vahtola, tuffatore finlandese
- 9 marzo - Ryan Bayley, ex pistard australiano
- 9 marzo - Érika Cristina de Souza, cestista brasiliana
- 9 marzo - Jean-François Exiga, pallavolista francese
- 9 marzo - Luca Guastini, attore italiano
- 9 marzo - Tobias Hysén, ex calciatore e allenatore di calcio svedese
- 9 marzo - Ian Lake, calciatore nevisiano
- 9 marzo - Mirjana Lučić-Baroni, tennista croata
- 9 marzo - Peter Marshall, ex nuotatore statunitense
- 9 marzo - Rachel Neylan, ciclista su strada australiana
- 9 marzo - Luciano Olguín, ex calciatore argentino
- 9 marzo - Carla Pandolfi, attrice argentina
- 9 marzo - Lindy West, scrittrice statunitense
- 9 marzo - Emi Yamamoto, calciatrice giapponese
- 10 marzo - Kyle Bailey, allenatore di pallacanestro e ex cestista statunitense
- 10 marzo - Kwame Brown, ex cestista statunitense
- 10 marzo - Tasha Butts, cestista e allenatrice di pallacanestro statunitense († 2023)
- 10 marzo - Xisco Campos, allenatore di calcio e ex calciatore spagnolo
- 10 marzo - Chris Cole, skater statunitense
- 10 marzo - Priscila Faria de Oliviera, calciatrice brasiliana
- 10 marzo - Florian Heller, allenatore di calcio e ex calciatore tedesco
- 10 marzo - Zeynab Jalalian, attivista iraniana
- 10 marzo - Andreas Johansson, ex calciatore svedese
- 10 marzo - Shin Koyamada, attore giapponese
- 10 marzo - Pablo Lugüercio, ex calciatore argentino
- 10 marzo - Logan Mankins, ex giocatore di football americano statunitense
- 10 marzo - Thomas Middleditch, attore e comico canadese
- 10 marzo - Prashanth Raj, regista e sceneggiatore indiano
- 10 marzo - Maria Sorvillo, giocatrice di calcio a 5 e ex calciatrice italiana
- 10 marzo - Marco Visentin, pallavolista italiano
- 10 marzo - Keke Wyatt, cantautrice e personaggio televisivo statunitense
- 11 marzo - Thora Birch, attrice statunitense
- 11 marzo - Cosimo Caliandro, mezzofondista italiano († 2011)
- 11 marzo - Marcus Campbell, ex cestista statunitense
- 11 marzo - Marquis Cooper, giocatore di football americano statunitense († 2009)
- 11 marzo - Sara D'Alessio, allenatrice di calcio e ex calciatrice italiana
- 11 marzo - Alexandre Geijo, ex calciatore spagnolo
- 11 marzo - Robbie Daymond, doppiatore statunitense
- 11 marzo - Latiff Janneh, ex calciatore gambiano
- 11 marzo - Jack Holiday, disc jockey e produttore discografico svizzero
- 11 marzo - Lindsey McKeon, attrice statunitense
- 11 marzo - Astrid Meloni, attrice italiana
- 11 marzo - Mircea Monroe, attrice e modella statunitense
- 11 marzo - Thomas Soltau, ex cestista e allenatore di pallacanestro danese
- 11 marzo - Ruslans Sorokins, giocatore di beach volley lettone
- 11 marzo - Adriana Zubiate, ex modella, conduttrice televisiva e ex cestista peruviana
- 12 marzo - Doaa Ahmed Maher, lottatrice egiziana
- 12 marzo - Olga Alekseeva, schermitrice estone
- 12 marzo - Odartey Blankson, ex cestista statunitense
- 12 marzo - Erald Deliallisi, ex calciatore albanese
- 12 marzo - Melissa Elias, attrice canadese
- 12 marzo - Vincent Euvrard, allenatore di calcio e ex calciatore belga
- 12 marzo - Manuel Iori, allenatore di calcio e ex calciatore italiano
- 12 marzo - Bikash Jairu, calciatore indiano
- 12 marzo - Martin Kovačev, ex calciatore bulgaro
- 12 marzo - Amy LePeilbet, ex calciatrice statunitense
- 12 marzo - Samm Levine, attore statunitense
- 12 marzo - Luis Gerardo Méndez, attore e produttore cinematografico messicano
- 12 marzo - Il'ja Nikulin, hockeista su ghiaccio russo
- 12 marzo - Lucas Pantelis, ex calciatore australiano
- 12 marzo - Daisaku Sakai, pilota motociclistico giapponese
- 12 marzo - Hisato Satō, ex calciatore giapponese
- 12 marzo - Yūto Satō, ex calciatore giapponese
- 12 marzo - Erick Stevens, wrestler statunitense
- 13 marzo - Julie Chu, hockeista su ghiaccio statunitense
- 13 marzo - Jaime Heras, ex cestista spagnolo
- 13 marzo - Iziane Castro Marques, ex cestista brasiliana
- 13 marzo - Nimrat Kaur, attrice indiana
- 13 marzo - Denys Kostjuk, ex ciclista su strada ucraino
- 13 marzo - Lee Soo-kyung, attrice sudcoreana
- 13 marzo - Jiří Liška, allenatore di calcio e ex calciatore ceco
- 13 marzo - Rita Pereira, attrice, modella e conduttrice televisiva portoghese
- 13 marzo - Gisela Mota Ocampo, politica messicana († 2016)
- 13 marzo - Behbud Mustafayev, presbitero azero
- 13 marzo - Nicole Ohlde, ex cestista statunitense
- 13 marzo - Bojan Pandžić, ex arbitro di calcio svedese
- 13 marzo - Manuel Pasqual, allenatore di calcio e ex calciatore italiano
- 13 marzo - Evgenij Nikolaevič Ponasenkov, storico, giornalista e produttore teatrale russo
- 13 marzo - Adam Thomson, rugbista a 15 neozelandese
- 13 marzo - Cory Violette, ex cestista statunitense
- 14 marzo - Mohammed Aliyu Datti, ex calciatore nigeriano
- 14 marzo - Valentina Cenni, attrice italiana
- 14 marzo - Chu Mu-yen, ex taekwondoka taiwanese
- 14 marzo - Maurizio Lanzaro, allenatore di calcio e ex calciatore italiano
- 14 marzo - Carlos Marinelli, ex calciatore argentino
- 14 marzo - Maupo Msowoya, allenatore di calcio e ex calciatore malawiano
- 14 marzo - Heiko Nossek, pallanuotista tedesco
- 14 marzo - Blagota Sekulić, ex cestista e allenatore di pallacanestro montenegrino
- 14 marzo - Kenneth Sørensen, ex calciatore danese
- 14 marzo - François Sterchele, calciatore belga († 2008)
- 14 marzo - Gisela Vega, ex cestista argentina
- 15 marzo - Pablo Calandria, ex calciatore argentino
- 15 marzo - Artù, cantautore italiano
- 15 marzo - Sven Di Domenico, ex calciatore lussemburghese
- 15 marzo - Odemaris Díaz, pallavolista portoricana
- 15 marzo - Stuart Farquhar, ex giavellottista neozelandese
- 15 marzo - Javi Guerra, ex calciatore spagnolo
- 15 marzo - Kwame Harris, giocatore di football americano giamaicano
- 15 marzo - Kang Min, videogiocatore sudcoreano
- 15 marzo - Mohammad Khouja, ex calciatore saudita
- 15 marzo - Wilson Kipsang Kiprotich, maratoneta keniota
- 15 marzo - Malú, cantante spagnola
- 15 marzo - Chad Reed, pilota motociclistico australiano
- 15 marzo - Daniel Richardsson, fondista svedese
- 15 marzo - Carlo Valentini, calciatore sammarinese
- 15 marzo - Iñigo Vélez, allenatore di calcio e ex calciatore spagnolo
- 15 marzo - José Zacarias, ex calciatore guatemalteco
- 16 marzo - Víctor Bird, pallavolista portoricano
- 16 marzo - Giangiacomo Calovini, politico italiano
- 16 marzo - Miguel Comminges, ex calciatore francese
- 16 marzo - Marcus Dahlin, ex calciatore svedese
- 16 marzo - Jesús del Nero, ciclista su strada e mountain biker spagnolo
- 16 marzo - Artëm Ermakov, pallavolista russo
- 16 marzo - Duane Glinton, ex calciatore statunitense
- 16 marzo - Kenny Grant, ex cestista e allenatore di pallacanestro svedese
- 16 marzo - Tommy Hansen, attore pornografico ceco
- 16 marzo - Inga Kožarenoka, ex giavellottista lettone
- 16 marzo - Lee Chang-hwan, arciere sudcoreano
- 16 marzo - Kimrie Lewis, attrice statunitense
- 16 marzo - Adriana Muñoz, mezzofondista cubana
- 16 marzo - Emma Pezzedi, ex sciatrice alpina italiana
- 16 marzo - Pich Sina, ex calciatore cambogiano
- 16 marzo - Vladimir Ušakov, pallanuotista kazako
- 16 marzo - Brian Wilson, giocatore di baseball statunitense
- 17 marzo - Steven Bortolussi, ex rugbista a 15 italiano
- 17 marzo - Wílton Figueiredo, ex calciatore brasiliano
- 17 marzo - Wolfgang Gartner, disc jockey e produttore discografico statunitense
- 17 marzo - Liu Yuanyuan, ex biatleta e fondista cinese
- 17 marzo - Hesham Mesbah, judoka egiziano
- 17 marzo - Rungano Nyoni, regista, scenografa e attrice zambiana
- 17 marzo - Steven Pienaar, allenatore di calcio e ex calciatore sudafricano
- 17 marzo - Maria Poiani Panigati, nuotatrice italiana
- 17 marzo - Andy Ristie, kickboxer e thaiboxer surinamese
- 17 marzo - Michele Scarica, ex nuotatore italiano
- 17 marzo - Rashad Wright, ex cestista statunitense
- 17 marzo - Ýewgeniý Zemskow, ex calciatore turkmeno
- 18 marzo - Eulis Báez, ex cestista dominicano
- 18 marzo - Kader Camara, ex calciatore guineano
- 18 marzo - Paola Cardullo, ex pallavolista italiana
- 18 marzo - Mario Carević, allenatore di calcio e ex calciatore croato
- 18 marzo - Steven Cole, attore britannico
- 18 marzo - Evaldo dos Santos Fabiano, ex calciatore brasiliano
- 18 marzo - Matar Fall, ex calciatore senegalese
- 18 marzo - Timo Glock, pilota automobilistico tedesco
- 18 marzo - Marques Green, ex cestista statunitense
- 18 marzo - Matthew Lombardi, ex hockeista su ghiaccio canadese
- 18 marzo - Adam Pally, attore statunitense
- 18 marzo - Luis Salmerón, ex calciatore argentino
- 18 marzo - Cornelius Smith Jr., attore statunitense
- 18 marzo - Julia Stowers, ex nuotatrice statunitense
- 18 marzo - Mantorras, ex calciatore angolano
- 18 marzo - Courtney Willis, ex cestista statunitense
- 18 marzo - Marian Zapico, attrice spagnola
- 19 marzo - Ronny Büchel, allenatore di calcio e ex calciatore liechtensteinese
- 19 marzo - Alejandra Chesta, ex cestista argentina
- 19 marzo - Leonardo D'Imporzano, apneista e giornalista italiano
- 19 marzo - Leandro de Almeida, ex calciatore brasiliano
- 19 marzo - Jennifer Derevjanik, ex cestista e allenatrice di pallacanestro statunitense
- 19 marzo - Jorge Rodrigues, ex calciatore portoghese
- 19 marzo - Nicole Ferroni, attrice, comica e conduttrice radiofonica francese
- 19 marzo - Miguel Fidalgo, ex calciatore portoghese
- 19 marzo - Valentin Filatov, ex calciatore russo
- 19 marzo - Kevin Hansen, ex pallavolista statunitense
- 19 marzo - Triana Iglesias, modella norvegese
- 19 marzo - Brad Jones, ex calciatore australiano
- 19 marzo - Ville Kaunisto, ex cestista e politico finlandese
- 19 marzo - Alexandra Marinescu, ex ginnasta rumena
- 19 marzo - Lăčezar Mladenov, ex calciatore bulgaro
- 19 marzo - Obinna Nwaneri, ex calciatore nigeriano
- 19 marzo - Nuno Piloto, allenatore di calcio e ex calciatore portoghese
- 19 marzo - Landon Powell, ex giocatore di baseball statunitense
- 19 marzo - Eduardo Saverin, imprenditore brasiliano
- 19 marzo - Peter Struger, ex sciatore alpino austriaco
- 19 marzo - Fatjon Tafaj, ex calciatore e allenatore di calcio albanese
- 19 marzo - Joel Tesis, cestista panamense
- 19 marzo - Patricio Toranzo, ex calciatore argentino
- 19 marzo - José Luis Valencia, ex calciatore ecuadoriano
- 19 marzo - Frosō Vlachou, ex cestista greca
- 20 marzo - Nick Blood, attore britannico
- 20 marzo - José Claudeon dos Santos, calciatore brasiliano
- 20 marzo - Valentina Izumi Cocco, attrice italiana
- 20 marzo - Rory Fallon, ex calciatore neozelandese
- 20 marzo - Lauren Fendrick, giocatrice di beach volley statunitense
- 20 marzo - John Hart, ex rugbista a 15 inglese
- 20 marzo - Kasey James, ex wrestler statunitense
- 20 marzo - Dino Kresinger, allenatore di calcio e ex calciatore croato
- 20 marzo - Tomasz Kuszczak, ex calciatore polacco
- 20 marzo - Robbie Lawler, artista marziale misto statunitense
- 20 marzo - José Moreira, ex calciatore portoghese
- 20 marzo - Uranchimegiin Mönkh-Erdene, pugile mongolo
- 20 marzo - Matteo Priamo, ex ciclista su strada italiano
- 20 marzo - Israel Rodríguez, attore spagnolo
- 20 marzo - Éliane Saholinirina, ex mezzofondista e siepista malgascia
- 20 marzo - Alette Sijbring, pallanuotista olandese
- 20 marzo - Afroditī Skafida, ex astista greca
- 20 marzo - Jeff Tutuana, ex calciatore congolese (Repubblica Democratica del Congo)
- 20 marzo - Conrad Williams, velocista britannico
- 21 marzo - Maria Elena Camerin, ex tennista italiana
- 21 marzo - Ejegayehu Dibaba, ex mezzofondista e maratoneta etiope
- 21 marzo - Mahdi Fatehi, grafico e direttore artistico iraniano
- 21 marzo - Santino Fontana, attore, doppiatore e cantante statunitense
- 21 marzo - Jocie Guo, cantante singaporiana
- 21 marzo - Klete Keller, ex nuotatore statunitense
- 21 marzo - Joshua Kutryk, astronauta, ingegnere e aviatore canadese
- 21 marzo - Thomas Nickcolson, calciatore trinidadiano
- 21 marzo - Christoffer Svae, giocatore di curling norvegese
- 21 marzo - Antar Yahia, dirigente sportivo, allenatore di calcio e ex calciatore algerino
- 21 marzo - Dario Zahora, ex calciatore croato
- 22 marzo - Cha Ji-yeon, attrice sudcoreana
- 22 marzo - Amandine Dulon, ex tennista francese
- 22 marzo - Francesco Franchi, giornalista e grafico italiano
- 22 marzo - Deng Gai, ex cestista sudanese
- 22 marzo - Enrico Gasparotto, dirigente sportivo e ex ciclista su strada italiano
- 22 marzo - Michael Janyk, ex sciatore alpino canadese
- 22 marzo - Beatrice Lanza, triatleta italiana
- 22 marzo - Ovidiu Petre, ex calciatore rumeno
- 22 marzo - Piá, procuratore sportivo e ex calciatore brasiliano
- 22 marzo - Mirko Raičević, ex calciatore montenegrino
- 22 marzo - Yossi Shivhon, ex calciatore israeliano
- 22 marzo - Mike Smith, hockeista su ghiaccio canadese
- 22 marzo - Sopon Sukdapisit, regista e sceneggiatore tailandese
- 22 marzo - Constance Wu, attrice statunitense
- 22 marzo - Michelle Bolsonaro, attivista brasiliana
- 23 marzo - Said Bakkati, allenatore di calcio e ex calciatore olandese
- 23 marzo - Cristina Ciocan, ex cestista rumena
- 23 marzo - Yassine El Fathaoui, maratoneta italiano
- 23 marzo - Paride Grillo, ex ciclista su strada italiano
- 23 marzo - Sinthaweechai Hathairattanakool, ex calciatore thailandese
- 23 marzo - Werner Heel, ex sciatore alpino italiano
- 23 marzo - Goran Lovré, ex calciatore serbo
- 23 marzo - Juan José Morales, ex calciatore argentino
- 23 marzo - Henri Myntti, ex calciatore finlandese
- 23 marzo - Marianela Núñez, ballerina argentina
- 23 marzo - Jeff Parke, ex calciatore statunitense
- 23 marzo - Anna Rybaczewski, ex pallavolista francese
- 23 marzo - Djibril Sidibé, ex calciatore maliano
- 23 marzo - Agnieszka Szott, ex cestista polacca
- 23 marzo - Zhang Ping, ex pallavolista cinese
- 24 marzo - Fernanda Castillo, attrice e modella messicana
- 24 marzo - Mariano Donda, ex calciatore argentino
- 24 marzo - Epico, wrestler portoricano
- 24 marzo - Rafael Farias Tavares, ex calciatore brasiliano
- 24 marzo - Jake Hager, ex wrestler e ex artista marziale misto statunitense
- 24 marzo - Eriko Hatsune, attrice giapponese
- 24 marzo - Jimmy Hempte, allenatore di calcio e ex calciatore belga
- 24 marzo - David Mulligan, calciatore neozelandese
- 24 marzo - James Napier, regista e sceneggiatore neozelandese
- 24 marzo - Nivea, cantante statunitense
- 24 marzo - Ai Ōtomo, ex pallavolista giapponese
- 24 marzo - Eddie Peng, attore taiwanese
- 24 marzo - Fourie du Preez, ex rugbista a 15 sudafricano
- 24 marzo - Rocky Siberie, calciatore olandese
- 24 marzo - Mario Wolfinger, ex calciatore liechtensteinese
- 25 marzo - Mohsen Bahrami, attore e conduttore televisivo iraniano
- 25 marzo - Markéta Bělonohá, modella ceca
- 25 marzo - Petr Benda, cestista ceco
- 25 marzo - David Bustamante, cantante spagnolo
- 25 marzo - Sean Faris, attore e modello statunitense
- 25 marzo - Kayoko Fukushi, mezzofondista e maratoneta giapponese
- 25 marzo - Chandi Jones, ex cestista e dirigente sportivo statunitense
- 25 marzo - Yoshikazu Kotani, attore e cantante giapponese
- 25 marzo - Michael Lammer, allenatore di tennis e ex tennista svizzero
- 25 marzo - Alex Raphael Meschini, ex calciatore brasiliano
- 25 marzo - Chris Mortellaro, cestista statunitense
- 25 marzo - Édison Ortiz, cestista paraguaiano
- 25 marzo - Danica Patrick, ex pilota automobilistica, imprenditrice e ex modella statunitense
- 25 marzo - DJ Earworm, disc jockey statunitense
- 25 marzo - Álvaro Saborío, ex calciatore costaricano
- 25 marzo - Nordine Sam, ex calciatore francese
- 25 marzo - Francesco Scianna, attore italiano
- 25 marzo - Jenny Slate, attrice e comica statunitense
- 25 marzo - Yekaterina Xilko, ginnasta uzbeka
- 26 marzo - Joe Anderson, attore britannico
- 26 marzo - Mikel Arteta, allenatore di calcio e ex calciatore spagnolo
- 26 marzo - Kai Bardal, allenatore di calcio a 5 e allenatore di calcio norvegese
- 26 marzo - Devery Henderson, ex giocatore di football americano statunitense
- 26 marzo - Andreas Hinkel, ex calciatore tedesco
- 26 marzo - Simas Jasaitis, cestista lituano
- 26 marzo - Nate Kaeding, ex giocatore di football americano e allenatore di football americano statunitense
- 26 marzo - Michel Simplício, ex calciatore brasiliano
- 26 marzo - Rascislaŭ Vjarhun, allenatore di pallacanestro e ex cestista bielorusso
- 26 marzo - Leka Zogu, nobile e funzionario albanese
- 27 marzo - Fredy Bareiro, ex calciatore paraguaiano
- 27 marzo - Shawn Beveney, ex calciatore guyanese
- 27 marzo - Captain New Japan, wrestler giapponese
- 27 marzo - Kurara Chibana, modella giapponese
- 27 marzo - Bruno Savignani, ex cestista e allenatore di pallacanestro brasiliano
- 27 marzo - Giovanni Tomasicchio, ex velocista italiano
- 27 marzo - Jhon Valencia, ex calciatore colombiano
- 28 marzo - Flula Borg, attore e doppiatore tedesco
- 28 marzo - Bjarni Ólafur Eiríksson, ex calciatore islandese
- 28 marzo - Wálter Martínez, calciatore honduregno († 2019)
- 28 marzo - Aksana Mjan'kova, ex martellista bielorussa
- 28 marzo - Dylan Page, ex cestista statunitense
- 28 marzo - Barei, cantante, cantautrice e pianista spagnola
- 28 marzo - Pat Ryan, politico statunitense
- 28 marzo - Chris Spencer, ex giocatore di football americano statunitense
- 28 marzo - Luis Tejada, calciatore panamense († 2024)
- 28 marzo - Konrad Wysocki, ex cestista tedesco
- 29 marzo - Jay Ali, attore britannico
- 29 marzo - Jay Brannan, cantautore e attore statunitense
- 29 marzo - Eddie Chambers, pugile statunitense
- 29 marzo - Diego Colombari, atleta paralimpico italiano
- 29 marzo - Tyrone Edgar, velocista britannico
- 29 marzo - Kristin Hammarström, ex calciatrice svedese
- 29 marzo - Marie Hammarström, ex calciatrice svedese
- 29 marzo - Hana Klapalová, giocatrice di beach volley ceca
- 29 marzo - Paulo César Motta Donis, calciatore guatemalteco
- 29 marzo - Anna Nagata, attrice giapponese
- 29 marzo - Hideaki Takizawa, cantante e attore giapponese
- 30 marzo - Gustavo Canales, allenatore di calcio e ex calciatore cileno
- 30 marzo - Christopher Del Bosco, sciatore freestyle canadese
- 30 marzo - Jason Dohring, attore statunitense
- 30 marzo - Sara Ferranti, doppiatrice italiana
- 30 marzo - Mark Alexander Hudson, allenatore di calcio e ex calciatore inglese
- 30 marzo - Jiří Lipták, tiratore a volo ceco
- 30 marzo - A-Trak, disc jockey e produttore discografico canadese
- 30 marzo - Philippe Mexès, ex calciatore francese
- 30 marzo - Andrea Oliverio, velocista italiano
- 30 marzo - Francesco Pieri, ex pallavolista italiano
- 30 marzo - Kevon Pierre, velocista trinidadiano
- 30 marzo - Javier Portillo, ex calciatore spagnolo
- 30 marzo - Aleksandra Socha, schermitrice polacca
- 30 marzo - Eneda Tarifa, cantante albanese
- 30 marzo - Omar Torri, ex calciatore italiano
- 30 marzo - Sabrina, cantante portoghese
- 31 marzo - Tal Ben Haim, ex calciatore israeliano
- 31 marzo - Aloïs Dansou, ex nuotatore beninese
- 31 marzo - Jociel Ferreira da Silva, calciatore brasiliano
- 31 marzo - Ayaka Hamasaki, artista marziale mista giapponese
- 31 marzo - Brian Tyree Henry, attore statunitense
- 31 marzo - Ruud Kras, ex calciatore olandese
- 31 marzo - Serhij Liščuk, ex cestista ucraino
- 31 marzo - David Poisson, sciatore alpino francese († 2017)
- 31 marzo - Judith Shekoni, attrice britannica
- 31 marzo - Chloé Zhao, regista, sceneggiatrice e produttrice cinematografica cinese